# 폐지주의자들의 봉기
폐지주의자들의 봉기 (Abolitionists Rising)은 미국 오클라호마에 본부를 둔 미국의 낙태 폐지주의(abortion abolition) 단체이다. 직역으로는 떠오르는 폐지주의자들이라는 뜻도 있으며 주류 생명 옹호주의와 달리 낙태에 대해 절대적인 반대를 표하고 있다. 행인들 및 대학생들과의 길거리 토론, 그리고 유명인 중 낙태 지지자들 및 생명 옹호론자들과 공개대면하는 것으로도 알려져 있다. 이전에는 주들을 모두 해방하라 (Free the States)라는 이름으로 활동했었다.

## 신학적 입장
단체의 웹사이트에 게시된 노만 선언을 보면 Abolitionists Rising이 개신교 신학을 따르는 것을 알 수 있다. 그들은 미국이 현재 하나님의 심판을 받고 있다고 보고 있으며 근거로는 현재 미국이 전반적으로 취하고 있는 도덕적 태도, 즉 "[태아를 상대로 한] 홀로코스트" 및 기타 여러 "타락한 행위"들을 긍정하는 주류문화가 바로 이 심판의 증거라고 여기고 있다.

### 낙태폐지 옹호와 전국적인 회개
Abolitionists Rising은 단체의 목표를 "낙태가 폐지되는 것, 우리나라가 회개에 이르는 것, 그리고 하나님이 영화롭게 되도록 하는 것"이라고 주장한다. 또한 그들은 "폐지주의 사상을 전파하고 폐지주의 단체들, 프로젝트들, 및 법안들을 지원"하기 위해 존재한다고 규정하고 있다. 때문에 이들은 길거리에서 사람들과 토론할 때도 기독교나 성경, 또는 복음에 관한 질문들도 자주 수용한다.
단체의 운영 이사인 T. 러셀 헌터는 단체의 전략에 대하여 다음과 같이 설명했다.
"[그리스도인들은 그들이] 할 수 있는 한 최선을 다해 하나님의 나라를 하늘에서와 같이 땅에도 건설[해야 한다]. [지상의] 상황이 악화되든 좋아지든, [우리는] 그리스도가 실제로 왕이라고, 그의 원수들을 그의 발판 아래에 두고 계시다고 여기며 살아야 한다."
Abolitionists Rising의 주장에 의하면 그들의 인원 중 여러 명은 주류 낙태 반대 입장 (생명 옹호론)에서 넘어왔다고 한다. 또한 Abolitionists Rising은 회개 촉구를 위한 콘퍼런스를 개최하고 오클라호마 주 상원의원 더스티 디버스 및 조셉 실크와 같은 다른 폐지주의자들과도 협력하고 있다. 2023년 12월에는 바빌론 비(The Babylon Bee ) 편집장 조엘 배리(Joel Barry)와 토론을 벌였으며 배리는 주류 낙태 반대 입장이었다 (토론 주제는 낙태한 여성을 기소해야 하는지였다).

## 주요 원칙

### 예외 없음
Abolitionists Rising은 낙태를 영아 살해라고 보기 때문에 다양한 유형의 낙태를 구별하는 것 자체 (근친상간, 강간 등의 경우 낙태를 허용하는 행위)가 부당한 차별이라고 간주한다. 가족력과 임신 환경에 상관없이 모든 태아를 평등하게 취급해야 한다는 입장이다. 때문에 Abolitionists Rising은 예외를 허용하지 않고 모든 낙태의 즉각적인 폐지를 추구한다.

### 생명 옹호론이 아닌 폐지주의
Abolitionists Rising은 자신들이 주류 낙태 반대 (생명 옹호론)와는 다르다는 것을 강조하는데 그 이유는 후자가 낙태권 운동과 타협하기 때문이라고 주장한다. 이렇게 Abolitionists Rising은 소위 "점진주의"에 반대하며 스스로를 "즉각주의"라고 규정하고 있다. 단체의 이름에 "폐지주의자"라는 용어를 사용한 것은 낙태 옹호의 수사학이 노예제 옹호의 수사학과 유사하다는 점을 도출해내기 위함이다 (즉, "나의 재산은 나의 특권" 및 "내 몸은 내가 선택").
이 단체는 특히 미국의 제2차 대각성 운동 때 많은 노예제  폐지주의자들이 종교적 동기를 갖고 있었다는 것을 주목하며, 노예제 폐지주의자들의 사상을 권위적인 모범으로 삼아 자주 인용한다. 예로는 윌리엄 윌버포스, 윌리엄 로이드 개리슨, 프레더릭 더글라스 등의 생각을 인용하며 그들이 가졌던 공통된 기독교 신앙, 특히 인간은 하나님의 형상대로 만들어졌으므로 땅의 법에 따라 평등하게 보호를 받을 자격이 있다는 교리에 주목한다. 이러한 신념 때문에 이 단체의 웹사이트에는 다음과 같이 명시되어있다.
“우리는 세속적 추론만으로 객관적인 진리나 인권의 정당성을 제공할 수 있다는 생각을 부인하며, 때문에 낙태의 죄를 다룰 때 세속적 주장만으로는 충분하다는 사상을 부인한다."

## 활동

### 온라인 매체
Abolitionists Rising은 예외 없는 낙태 불법화를 실행하려는 법안과 정책을 지지한다. 부분적으로는 2022년에 Roe v. Wade 판결이 뒤집힌 덕분에, 또 한편으로는 SNS에서 거둔 성공으로 인해 (예를 들면 여러 YouTube Shorts로 화제가 되었던 것) 단체는 2023년에 상당한 인기를 얻었다.
2024년 2월에는 한 인원이 마커스 맥엔타이어 하원의원과 대결하는 대화 영상을 트위터에 게시하기도 했는데 이유는 맥엔타이어가 낙태 반대 입장을 표방하면서 동시에 낙태를 폐지하는 법안은 반대한다는 이유에서였다. 또한 2023년 12월에 포착한 영상은 그들이 오클라호마시티에서 열린 NBA 경기에 가서 찍은 것이었는데 선수 앤서니 에드워즈가 낙태 강요를 권한 것에 대한 항의였다. 그들은 경기 도중 관객석에서 "앤서니 에드워즈는 살인자다"라는 팻말을 들고 있었다.

### 삽화 동원
Abolitionists Rising이 생산하는 그림들의 대부분은 단체의 SNS 콘텐츠에 자주 등장하는 주요 토론자 중 한 명인 T. 러셀 헌터가 제작한 것이다. 작품 중 다수는 포스터에 삽화로 게시되어 예술 산책로나 기타 공공 거리에 전시되어 대화를 유도하게끔 한다.
SNS에 올려진 많은 Abolitionists Rising 동영상을 보면 행인들이 포스터에 새겨진 그림의 충격성에 화를 내거나 흥분하는 모습을 가끔 볼 수 있다. 그러나 헌터는 이것이 좋은 것이며 도발적인 예술이 역사적으로 사회에 선한 변화를 추진하는데 종종 사용되었다고 반박한다.

### 신학적인 상호작용
단체의 SNS 채널을 보면 단체의 인원들이 대학생들과 낙태에 관해 토론할 때 종종 복음, 예표론, 기독교 이외의 종교, 낙태 이외의 죄, 신의 용서, 논리, 역사 등 다양한 신학적 주제를 논하는 모습을 볼 수 있다.
Abolitionists Rising 토론자들은 성경적 어휘를 자주 인용하는데, 예를 들면 낙태를 "어린이 인신공양"이라고 묘사하는 것이다. 이것은 현대 낙태를 고대 이스라엘이 숭배했던 몰렉 신의 어린이 인신공양 에 비유한 것이다. 또한 Abolitionists Rising은 부도덕을 주로 죄의 범주로 설명하는데, 예를 들면 노예제 행위를 "사람 납치"의 죄라고 표현하는 것이다. 이것은 출애굽기 21:16을 연상시키는 단어이다.

## 논증
Abolitionists Rising이 SNS 콘텐츠를 통해 홍보하는 주장 중 가장 반복적으로 혹은 효과적으로 사용되는 것들은 다음과 같다.

### 낙태권에 반대하여
1. "내 몸은 내 선택"이라고 주장하는 것은 "내 농장, 내 선택"을 주장하는 것과 도덕적으로 다를 바 없다. 노예제 지지자들과 낙태권 지지자들 모두 "일부 인간은 완전한 인간이 아니다"라는 동일한 주장을 사용한다 (차별받는 상대는 여기서 각각 노예와 태아이다).[6][14][11]
2. “내 선택”이라고 주장하는 것은 “...은 내 아이를 낙태(살인)할 수 있는 것”이라는 문장 뒤의 부분을 완곡하게 표현(부드럽게)함으로써 낙태 문제를 모호하게 만드는 모호함의 오류이다.
3. 인권의 보편성을 주장하면서 독자적 생존능력을 인간의 본질적인 조건으로 요구하는 것은 부당하고 위선적이다. 혼수상태 환자, 태어난 아기, 많은 사지마비인 사람들 모두 생존을 위해 다른 신체에 의존하지만 모두 다 완전한 인간이다.
4. 모든 사람의 신체적 자율권을 믿는다고 주장하면서 태아의 자율권을 거부하는 것은 위선적이다. 아이의 몸은 여느 장기와 달리 엄마의 몸의 일부가 아니다.
5. 강간의 경우, 낙태는 아버지(강간자)의 죄로 인해 아이(무죄)를 처벌하는 부당한 행위이다. 아무 잘못도 하지 않은 뱃속의 아이가 아니라, 강간범이 죄를 짊어지고 처형되어야 한다.
6. 강간범에 대한 사형에 반대하면서 여전히 낙태를 지지하는 것은 부당하고 위선적이다. 무고한 사람을 처형하는 데에는 문제를 제기하지 않으면서 유죄인 사람(강간범)을 처벌하는 데에는 문제를 제기하는 것이다.
7. 강간을 낙태에 대한 타당한 예외로 적용하는 것은 대체적으로 악의로 이루어진다. 일반적으로 이 주장은 강간 이후의 사례뿐 아니라 모든 낙태 사례를 정당화하려는 의도를 갖고 있기에 이것은 모호함의 오류이다.

### 생명옹호주의 (점진주의)에 반대하여
1. 낙태한 여성에 대한 법적 면제는 어머니에게만 특별히 살인할 수 있는 권리를 부여한다.
2. 낙태를 비범죄화하고 그것에 대한 부정적 인식을 제거하는 것은 부모들에게 책임을 묻는 데 실패한다. 따라서 태아를 낙태(살인)하고픈 동기를 더 많은 심어준다.[6]
3. 낙태한 여성을 법적으로 살인자로 취급하지 않는 것은 그 여성이 자신의 죄를 인식하고, 회개하고, 창조주와 화해할 기회를 빼앗는 것이다.
4. 하나님은 완전히 거룩하시고 공의로우시기 때문에 낙태권 옹호자들을 달래기 위해 집행되는 유혈 참사 (즉, 생명 옹호 운동이 허용하는 예외적 낙태)를 혐오하신다.
5. 그리스도를 고백하면서 낙태를 어느 정도까지는 비범죄화하자고 한다면 그것은 살인을 용인하는, 또한 이웃(태아)을 미워하는 행위이다. 따라서 그것은 위선적이고 논리적으로 일관성이 없는 것이다.[6]

## 반응
낙태라는 논란의 여지가 있는 주제로 인해 사람들은 Abolitionists Rising의 인원들에게 노골적으로 적대감을 드러내는 경우가 많다. 공공장소임에도 불구하고 경우에 따라 해당 지역의 보안 직원이 추방시키려고 하거나 행인들 중 이들에게 표현의 자유 구역에서만 말하라고 시비를 거는 경우도 있다.
이 단체는 또한 낙태권 운동의 일부에 의해 "노예제 반대 명분 및 심상을 [도용하고 있다]"고, 그리고 생명 옹호주의 운동의 일부에 의해서는 너무 극단적이라는 비난을 받았다. 이러한 비난에 Abolitionists Rising 인원들은 노예제 폐지 또한 한때 극단적인 입장으로 인식되었다고 주장한다.

## 경찰관의 폭행
2023년 캔자스주 위치타에서 Abolitionists Rising은 전직 경찰관 제이콥 케인과 맞닥뜨렸는데 그는 이들에게 위협을 가하고 카메라를 쓰러뜨리고 토론자 중 한 명에게 부상을 입힌 것으로 추정되는 모습이 영상에서 확인되었다.